# Lingui – Heilige Bande
Lingui – Heilige Bande (Originaltitel: Lingui, les liens sacrés, dt. etwa: Lingui, die heiligen Bindungen, englischsprachiger Festivaltitel: Lingui, the Sacred Bonds) ist ein Spielfilm von Mahamat-Saleh Haroun aus dem Jahr 2021. Die europäisch-afrikanische Koproduktion basiert auf einem Originaldrehbuch des tschadischen Filmemachers. Haroun stellt eine Mutter und ihre jugendliche Tochter (dargestellt von Achouackh Abakar Souleymane und Rihane Khalil Alio) in den Mittelpunkt und ihren Versuch, einen illegalen Schwangerschaftsabbruch im Tschad durchzuführen.
Das Sozialdrama wurde im Wettbewerb der Internationalen Filmfestspiele von Cannes 2021 uraufgeführt.

## Handlung
Amina lebt mit ihrer 15-jährigen Tochter Maria in einem Vorort von N’Djamena, der Hauptstadt des Tschad. Die alleinerziehende Mutter ist von ihrer Familie und der Gesellschaft verstoßen worden. Sie verdient sich ihren Lebensunterhalt mit dem Zusammenbau von Öfen aus geliehenen Materialien.
Maria wird eines Tages vergewaltigt und dabei ungewollt schwanger. Sie weigert sich aber, das Kind auszutragen. Als Amina davon erfährt, steht die praktizierende Muslima vor einem großen Problem. Sowohl ihre Religion als auch die Gesetze im Tschad verbieten eine Abtreibung. Schwangerschaftsabbrüche werden mit schweren Strafen geahndet. Um den guten Ruf der Schule nicht zu schädigen, wird Maria des Unterrichts verwiesen. Auch Ärzte, der örtliche Imam und Nachbarn wenden sich gegen Mutter und Tochter. Amina sieht sich einem Kampf gegenüber, der im Voraus verloren scheint.

## Entstehungsgeschichte

### Filmtitel und Frauenfiguren

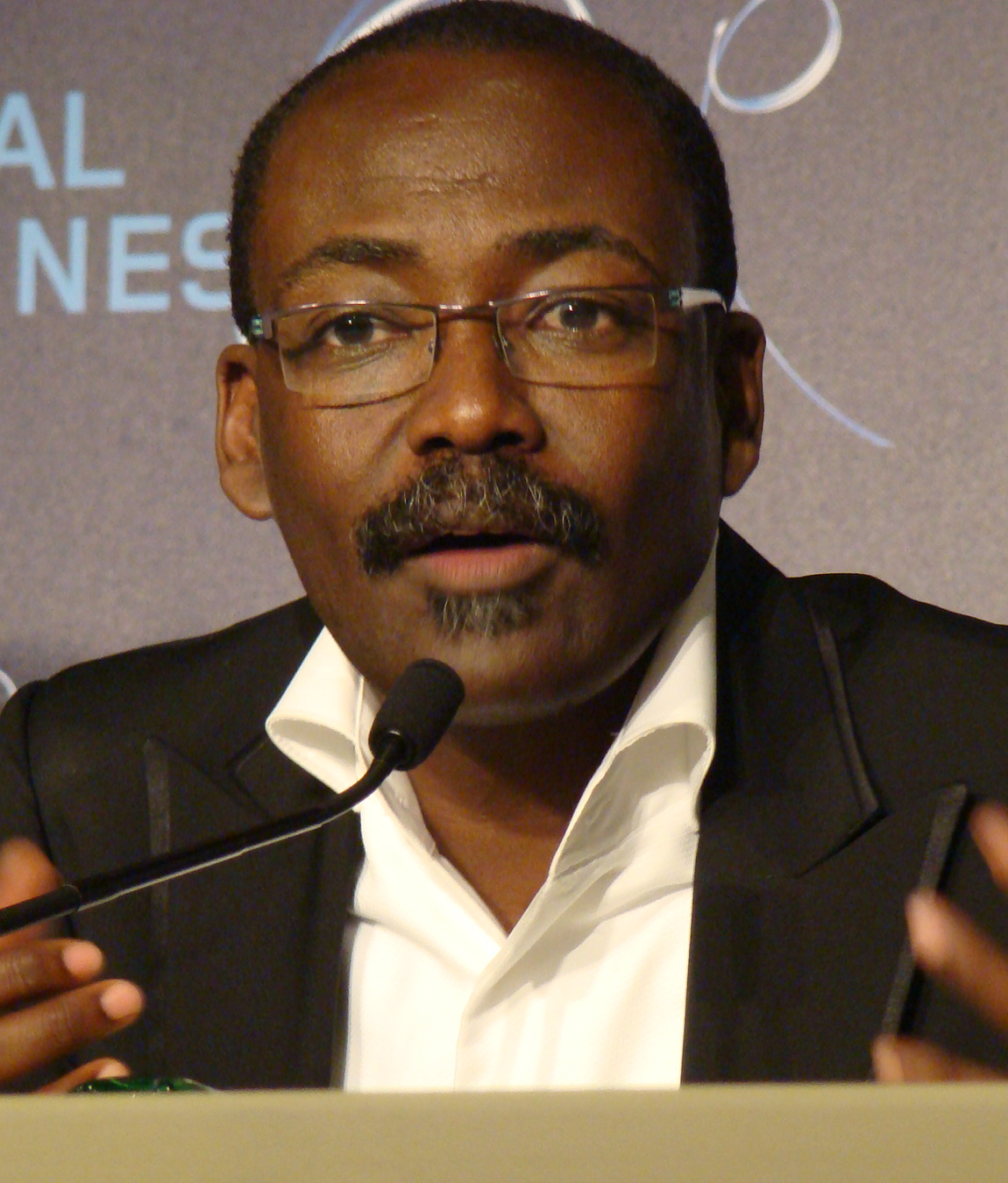
Mahamat-Saleh Haroun (2010)

Für Mahamat-Saleh Haroun war Lingui – Heilige Bande der siebte Spielfilm, bei dem er Regie führte, und der erste seit der französischen Produktion Hoffnung auf Heimat (2017). Von 2017 bis 2018 hatte er das Amt des tschadischen Kulturministers bekleidet. Der Titel des Films spielt auf das gleichnamige, traditionelle tschadische Wort an, das sich mit „Bindung“ oder „Verbindung“ übersetzen lässt. Laut Haroun sei „Lingui“ ein Begriff, der Solidarität, gegenseitige Hilfe und Anteilnahme im Zusammenleben der Menschen bedeute. „Ich kann nur existieren, weil andere existieren, das ist Lingui, das ist der rote Faden, das heilige Band unseres sozialen Gefüges“, so Haroun. Werde „Lingui“ gebrochen, deute dies auf den Beginn eines Konflikts hin. In der heutigen Welt verschwinde der Begriff, da die reiche Elite ihm wenig Beachtung schenke und stattdessen nach egoistischen Motiven handle und Gewinnmaximierung anstrebe.
Lingui – Heilige Bande ist der erste Film von Haroun mit Frauen als Hauptfiguren. Der Regisseur habe schon lange ein solches Projekt realisieren wollen. Haroun kenne alleinstehende Frauen im Tschad, die verwitwet oder geschieden sind und ihre Kinder allein erziehen. Dennoch würden sie nicht marginalisiert leben oder sich selbst als Opfer betrachten. Gesetzliche Initiativen für diese Frauen wurden im Tschad nie ins Leben gerufen. Obwohl Abtreibungen in dem Land verboten sind, würden einige Ärzte offen damit umgehen und Frauen in Not helfen und ihnen damit „Lingui“ zukommen lassen.
Haroun wollte mit seinem Film allen freigeistigen Frauenfiguren Tribut zollen, darunter auch seiner eigenen Großmutter, die seinen Großvater verließ, als dieser sich eine Zweitfrau genommen hatte. Er führt das tschadische Patriarchat auf die politischen und religiösen Strukturen aus der Zeit der französischen Kolonialisierung zurück. Nach der Unabhängigkeit im Jahr 1960 hätte die Politik die Bevölkerung gezügelt, anstatt für mehr Freiheit zu werben.

### Besetzung und Dreharbeiten
Für den Film arbeitete Haroun erneut mit den Schauspielern Youssouf Djaoro (Daratt, Grigris Glück) und Achouackh Abakar Souleymane (Grigris Glück) zusammen. Letztgenannte bat den Regisseur um die Rolle, nachdem sie das Drehbuch gelesen hatte. Ursprünglich hatte Haroun sich eine andere Schauspielerin für den Part vorgestellt. Abakar Souleymane, die eine Weile in Los Angeles gelebt hatte, war wie die Figur der Amina ebenfalls Mutter. Auch nahm die Schauspielerin an Kursen teil, um zu lernen, wie mal selbst Öfen, im Tschad „Kanoun“ genannt, herstellt. Für die Rolle der Maria kam für Haroun nur Rihane Khalil Alio in Betracht. Sie hatte bereits bei den ersten Probeaufnahmen überzeugt. Auch habe Haroun eine seltsame Nähe zu ihr gefühlt. Tatsächlich hatte ihre Schwester eine Rolle in Harouns Film Abouna – Der Vater (2002) übernommen, ohne dass es Haroun oder Khalil Alio bewusst war.
Als Kameramann verpflichtete Haroun Mathieu Giombini, der bereits an seinen vorangegangenen Filmen Abouna – Der Vater, Hissène Habré – Die Tragödie des Tschad und Hoffnung auf Heimat mitgewirkt hatte. Giombini habe sich unvoreingenommen gegenüber der tschadischen Traditionen und Bräuche verhalten. In Vorbereitung auf die Dreharbeiten ließ Haroun ihn Nagisa Ōshimas Spielfilm Die Freuden des Fleisches (1965) studieren. Auch sollte er die goldfarbenen Nuancen des für N’djamena typischen Lichts sowie die dicke Nachtluft detailgetreu einfangen. Die Arbeit mit Giombini verlief reibungslos. Den Schnitt vertraute er seiner Stamm-Editorin Marie-Hélène Dozo an, die seit Daratt mit ihm zusammen arbeitet. Die Dreharbeiten fanden an Originalschauplätzen im Tschad statt.

## Veröffentlichung
Die Premiere des Films erfolgte am 8. Juli 2021 beim 74. Filmfestival von Cannes.
Haroun beanstandete, dass es im Tschad keine Kinos und nur staatliche Fernsehsender gäbe. Dennoch sähe er sich keiner Zensur ausgesetzt, da die tschadische Regierung ihn eher als „Entertainer“ einstufe. Harouns Filme werden im Land durch private Filmklubs und provisorische Kinos verbreitet. Daher möchte er Filmvorführungen in seinem Heimatland speziell für Frauen organisieren. Damit plane er, über ungewollte Schwangerschaften aufzuklären und vor den Gefahren heimlicher Abtreibungen zu warnen.
Ein deutscher Kinostart erfolgte am 14. April 2022.

## Auszeichnungen
Für Lingui – Heilige Bande erhielt Haroun seine dritte Einladung in den Wettbewerb um die Goldene Palme, den Hauptpreis des Filmfestivals von Cannes. Das Werk blieb unprämiert.